# Eupithecia fulviplagiata
Eupithecia fulviplagiata es una especie de polilla de la familia Geometridae. La especie fue descrita por primera vez por Max Bastelberger habiendo sido descrita en 1907, con distribución en Guatemala. El sintipo de la especie fue descrita en los alrededores de Jalapa.

## Descripción
Es una polilla amarilla ocre que tiende al rojo ladrillo. Las alas anteriores se ven cubiertas por una gran cantidad de líneas onduladas de color negro-marrón que van desde el borde delantero hasta el borde trasero y corren paralelas, más estrechas y delgadas en la zona distal del ala, pero más gruesas y menos numerosas en la zona de la raíz alar.: Notas 1  En el borde frontal hay una serie de puntos oscuros de donde proceden estas líneas. La línea del lado distal discurre aproximadamente a 1 mm del borde del ala. La franja entre ésta y el borde distal está oscurecida en el tercio anterior y posterior por finas líneas transversales negruzcas, mientras que en el tercio medio está libre de ellas, de modo que el color de fondo amarillo ocre rojizo forma aquí una mancha cuadrada muy característica.
El ala trasera solo muestra dos pequeñas líneas oscuras onduladas que corren paralelas al borde distal, cuenta con una línea de raíz en aproximadamente el tercio distal y una más allá del centro aproximadamente a nivel de 3. El espacio entre estas líneas está cubierto con indicios de otras líneas transversales, que permiten que el color básico brille por todas partes, de modo que el ala trasera parece considerablemente más brillante que el ala delantera.: Notas 1  Entre la línea media y el margen distal, el espacio está cubierto de un color amarillo ocre rojizo, que es más intenso en el ángulo posterior y se desvanece gradualmente hacia la costa. Esta llamativa banda es muy característica de la especie.
El envés es de color blanco amarillento sucio con bandas de color negro parduzco, que comienzan en manchas en la costa amarillenta, luego se arquean en dirección distal y continúan, corriendo oblicuamente hacia las raíces, hasta el borde posterior.
Los palpos son de color blanco grisáceo, pequeños, apenas sobresaliendo el margen de la cabeza. La frente es pardusca, con una raya blanca sucia. Las antenas son blanquecinas, finamente anilladas de color marrón. Cubrecuello y hombros de color amarillo ocre rojizo, mientras que el tórax es pardusco. El abdomen es de color rojo ladrillo y sólo amarillo ocre rojizo en la raíz y la punta. Las patas y la parte inferior del tórax y abdomen son de color blanco grisáceo.